# Idioma carolano
El carolano (Kadul·an) es un idioma perteneciente a las lenguas bisayas. Se habla en Cabancalán, en la provincia filipina de Negros Occidental, por los descendientes negrenses del pueblo indígena carolano.